# 第二十六届超级碗
第二十六届超级碗（Super Bowl XXVI）是美国国家橄榄球联盟1991赛季的总决赛，由美联冠军布法罗比尔队对阵国联冠军华盛顿红皮队。比赛于1992年1月26日在明尼阿波利斯的休伯特·汉弗莱巨蛋（Hubert H. Humphrey Metrodome）举行。
最终，华盛顿红皮队以37-24战胜布法罗比尔队，第三次夺得超级碗冠军。四分卫马克·瑞皮恩（Mark Rypien）获得最有价值球员称号。